# (3147) Samantha
(3147) Samantha (1976 YU3; 1979 OU12; 1980 TG13) ist ein ungefähr zehn Kilometer großer Asteroid des mittleren Hauptgürtels, der am 16. Dezember 1976 von der russischen (damals: Sowjetunion) Astronomin Ljudmila Iwanowna Tschernych am Krim-Observatorium (Zweigstelle Nautschnyj) auf der Halbinsel Krim (IAU-Code 095) entdeckt wurde.

## Benennung
(3147) Samantha wurde nach der US-amerikanischen Schülerin, Friedensaktivistin, und Schauspielerin Samantha Smith (1972–1985) benannt.